# Ronde van Litouwen
De Ronde van Litouwen is een meerdaagse wielerwedstrijd die plaatsvindt sinds 2024 en vijf etappes kent. De wedstrijd is onderdeel van de UCI Europe Tour. In 2024 startten de renners in Klaipeda en lag de finish vier dagen later in Alytus. In 2025 was Klaipeda ook de startplaats van de eerste etappe en de finish in de slotetappe lag in hoofdstad Vilnius.

## Lijst van winnaars

### Overwinningen per land
| Overwinningen | Land                |
| ------------- | ------------------- |
| 1             | Denemarken, Estland |